# Ataque à Flotilha da Liberdade
O ataque à Flotilha da Liberdade, chamado pelas Forças Armadas de Israel de Operação "Sea Breeze", foi uma operação da Marinha israelense, realizada pelos comandos do Shayetet 13 nas águas internacionais do mar Mediterrâneo em 31 de maio de 2010, a aproximadamente 01:30 UTC, contra uma frota das ONGs Free Gaza e İnsani Yardım Vakfı. A frota, chamada de "Flotilha da Liberdade", transportava 750 pessoas (entre pacifistas ocidentais e de países muçulmanos, ativistas políticos e religiosos, dentre os quais pelo menos três com intenção de martírio) e dez mil toneladas de ajuda humanitária para a Faixa de Gaza em seis embarcações quando foi interceptada pela Marinha de Israel.
O movimento Free Gaza é formado por um conjunto de ONGs e visa à quebra do bloqueio à Faixa de Gaza, imposto por Israel e pelo Egito a partir de 2007, depois de o Hamas, um grupo islâmico radical — vencedor das eleições palestinas de 2006 — ter assumido o governo da Faixa de Gaza. Desde 2008, o Free Gaza realiza incursões na região visando chamar a atenção da comunidade internacional para o bloqueio. Dado que não reconhece a legalidade do bloqueio, a organização não pede permissão a Israel para entrar no território palestino. Também desta vez ignorou os avisos das Forças Armadas israelenses de que o desembarque da flotilha não seria permitido.
Ainda em 2 de junho, após o incidente e depois de Israel ter deportado do país os ativistas presos, o Hamas continuou a recusar a entrega, por Israel, da ajuda humanitária transportada pela flotilha.
O navio irlandês Rachel Corrie, que atrasou o encontro com a flotilha por razões técnicas, ia rumo à costa mediterrânea de Israel. O jornal israelense Haaretz informou em sua edição da manhã de 3 de junho de 2010 sobre contatos entre as autoridades de Israel e os tripulantes do navio irlandês, e afirmou que o navio atracaria na cidade portuária de Asdode, em Israel, e a carga seria transportada, em cooperação entre ativistas e as autoridades israelenses, para a Faixa de Gaza.
Em 7 de junho, foi divulgado um balanço dos donativos que deveriam ser entregues pela Flotilha. Foram encontrados medicamentos com o prazo de validade vencido, itens de segunda mão sem utilidade prática e materiais estragados pelo transporte inadequado. O Hamas se recusou a receber o material apreendido pelo Exército Israelense.
Em 30 de julho, o Comitê de Direitos Humanos da ONU recomendou que Israel suspenda o bloqueio militar à Faixa de Gaza e convide uma missão independente para investigar o ataque à flotilha.  O comitê também recomendou que Israel garanta as liberdades civis e políticas fundamentais aos palestinos dos territórios ocupados. Segundo Christine Chanet, ex-juíza francesa especialista em direitos humanos, integrante do comitê, Israel alega que a Convenção Internacional sobre Direitos Civis e Políticos não se aplica aos territórios ocupados, embora afirme que o tratado se aplica aos colonos judeus que vivem nesses territórios. As recomendações do comitê não são compulsórias, mas intensificam a pressão sobre Israel para explicar o ataque de 31 de maio à flotilha. Com relação a suas políticas em Gaza e na Cisjordânia, Israel mantem que as Nações Unidas tem atuado de forma parcial. O comitê é um organismo composto de 18 especialistas independentes, em geral personalidades de destaque nos campos do direito internacional e dos direitos humanos, e monitora a implementação da Convenção Internacional dos Direitos Humanos pelos 166 países signatários, dentre os quais se inclui Israel.

## Antes do confronto

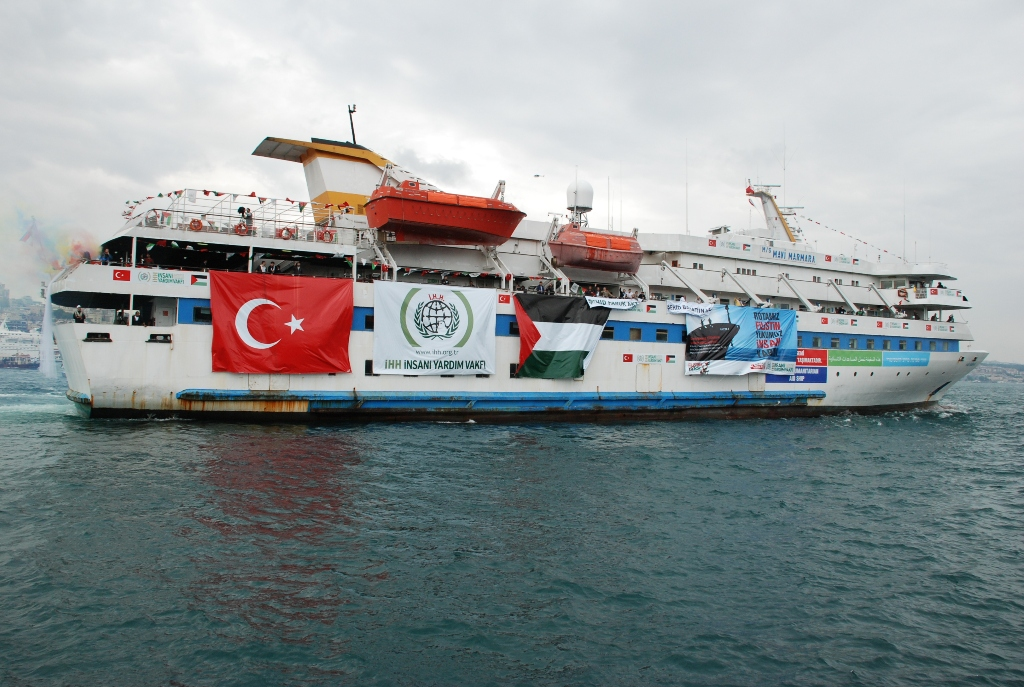
O Mavi Marmara, em 22 de maio de 2010.

No dia 29 de maio 2010, um repórter da rede de televisão árabe Al Jazira transmitiu de um dos navios da flotilha imagens de ativistas muçulmanos cantando versos com as palavras "Khaibar, Khaibar, ó judeus! O exército de Maomé retornará". Khaibar, de acordo com o Alcorão, foi a última aldeia judaica na península Arábica aniquilada por Maomé no ano de 628. Dias depois do incidente foi revelado que diversos dos participantes na flotilha pretendiam ser mártires pela causa palestina.

## Ação
Segundo fontes militares israelenses, os ativistas da frota recusaram a ordem de cooperar com a Marinha de Israel. Os avisos emitidos via rádio por um tenente israelense a bordo de um dos navios de guerra informavam que, em caso de cooperação, toda a carga humanitária seria transferida por Israel por terra e que aos ativistas seria permitido observar o seu encaminhamento para a Faixa de Gaza, afirmando ainda que a insistência em furar o bloqueio a Gaza seria respondida com "todos os meios necessários" por parte da Marinha de Israel, por forma a fazer cumprir o bloqueio. Num aviso dirigido particularmente ao capitão do Defne Y, foi afirmado que a recusa em acatar as ordens israelenses colocaria tanto o navio como a tripulação em risco. Durante as comunicações por rádio, os militares alegam ter recebido da flotilha mensagens como "Shut up, go back to Auschwitz" e "We are helping the Arabs go against the US. Don't forget 9/11 guys". Depois de algumas horas, por volta das 4 horas da madrugada, várias embarcações israelenses cercaram a frota do Free Gaza - denominada Flotilha da Liberdade. Soldados da unidade de elite Shayetet 13 abordaram o navio Mavi Marmara, de bandeira turca, com lanchas velozes, enquanto ativistas a bordo atiravam objetos de metal e uma granada de atordoamento, agitando correntes e barras de metal. Os manifestantes foram mandados para o andar inferior no convés do navio.[carece de fontes?] Soldados também desceram de rapelde helicópteros. Segundo fontes militares israelenses, os soldados foram atacados por ativistas, logo que pisaram no navio, com barras de ferro e facas. Durante o confronto, pelo menos nove pessoas morreram e outras sessenta pessoas ficaram feridas, incluindo oito soldados israelenses. A autópsia realizada nos nove ativistas mortos revelou que foram atingidos por trinta tiros, cinco deles na cabeça.
Segundo os organizadores, antes de zarpar a frota tinha ativistas de sessenta nacionalidades. Havia cidadãos da Turquia, Grécia, Estados Unidos, Espanha, França, Alemanha, Suécia, Dinamarca, Brasil e Catar, entre outros países. Também estavam a bordo
Hilarion Capucci, arcebispo melquita emérito , Mairead Corrigan Maguire, Prêmio Nobel da Paz de 1976, dois políticos europeus, o escritor sueco Henning Mankell e Hedy Epstein, sobrevivente do Holocausto, de 85 anos de idade.
Após a interceptação, os barcos da Flotilha da Liberdade foram rebocados pela Marinha até o porto de Asdode, no sul de Israel. Sete dos ativistas eram de nacionalidade israelense e seis foram presos - o sétimo é uma deputada, que goza de imunidade parlamentar. Quanto aos militantes estrangeiros que desembarcaram, todos foram levados a instalações penitenciárias de Israel. Segundo o Ministério do Interior de Israel, 50 foram deportados imediatamente e 629 foram presos. "Mais de 500 pessoas passaram por revisão de segurança e foram levadas a dependências penitenciárias", segundo o porta-voz da Polícia israelense, Miki Rosenfeld. No dia 1 de junho, centenas de ativistas continuavam detidos na prisão de Ela, na cidade de Bersebá, no deserto do Negueve. Alguns permaneceram a bordo e outros 46 estiveram em hospitais.
As autoridades israelenses condicionaram a libertação dos detidos à assinatura de documento no qual cada um deles confessasse ter entrado ilegalmente em Israel - o que a maioria dos ativistas recusou, considerando que foram presos em águas internacionais e que nem mesmo se dirigiam a território de Israel. Após a reação internacional e o pedido do secretário-geral da Otan (Organização do Tratado do Atlântico Norte), Anders Fogh Rasmussen, Israel admitiu soltar todos os presos no prazo de 48 horas, incluindo os 20 ativistas que seriam processados por resistir ao ataque militar à flotilha.
O Tzahal confiscou imagens gravadas em vídeo, câmeras fotográficas e os telefones dos ativistas. O governo de Israel divulgou fotos e vídeos dos objetos supostamente utilizados pelos ativistas no enfrentamento (facas de cozinha, chaves inglesas e outras ferramentas, canos metálicos, pedaços de madeira, lenços palestinos, estilingues e bolas de gude), cujo uso teria justificado a ordem de abrir fogo contra os ativistas.

## Alegações
Videos filmados pelos soldados, e também por ativistas, sustentam que os ativistas atacaram os soldados com facas, cadeiras, barras de ferro, granadas e armas de fogo, chegando a dominar um dos soldados, apossando-se de sua arma e jogando-o ao mar.  Vídeos divulgados pelo Ministério da Defesa de Israel mostram que os ativistas reagiram à invasão.
Já os ativistas afirmam que os soldados começaram a disparar imediatamente depois da abordagem. A cineasta Iara Lee, que estava presente no comboio, afirmou que "os israelenses começaram atacar de forma indiscriminada", atirando "na cabeça dos passageiros". Uma jornalista da rede Al Jazeera que acompanhava a missão humanitária também afirmou que os israelenses começaram a atirar antes de subir nos barcos. Israel nega enfaticamente essa versão e anunciou uma investigação própria sobre o ataque à flotilha..

## Reações

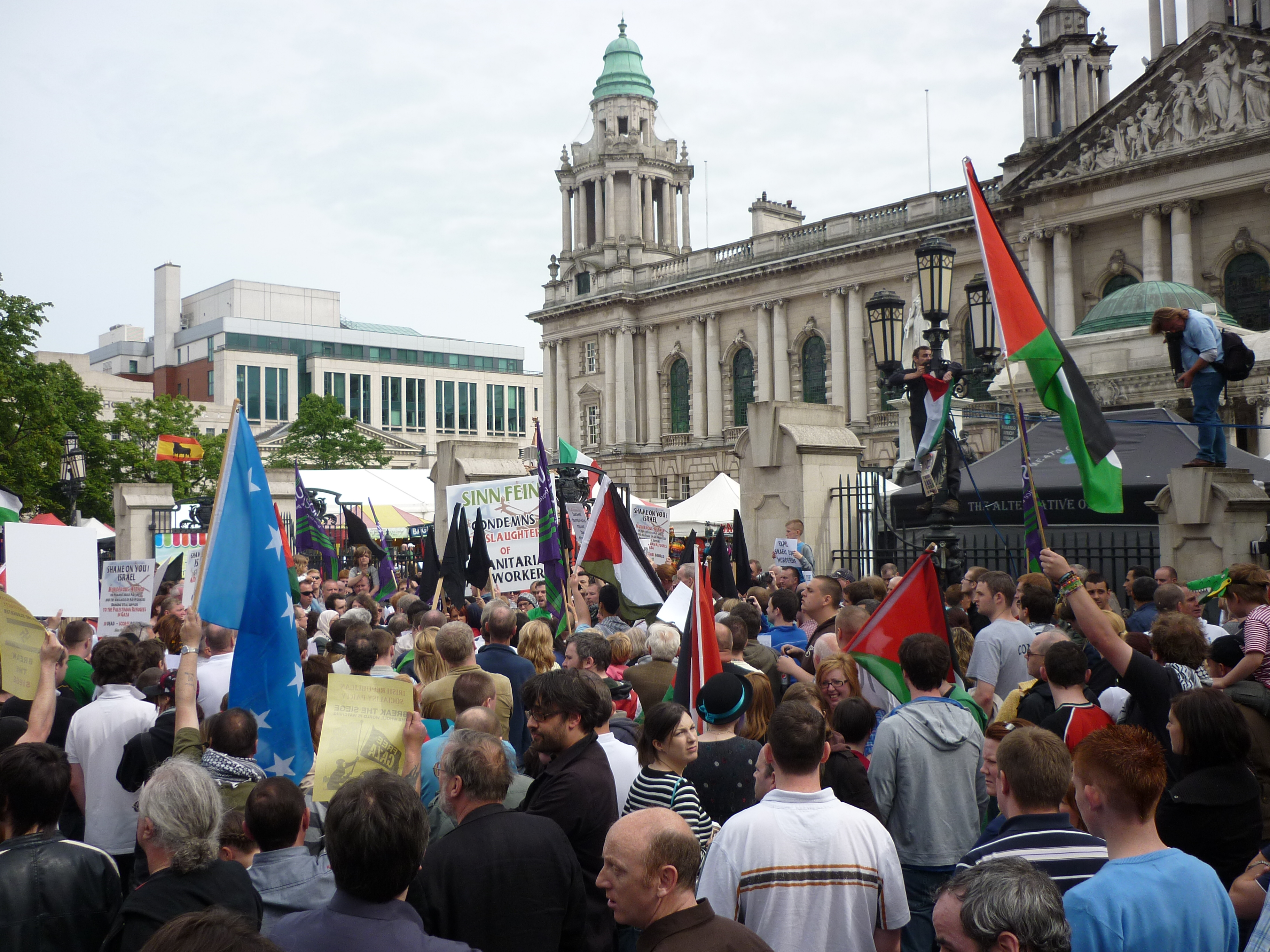
Manifestação de protesto contra o ataque, em Belfast.

Diante da repercussão internacional do ataque, o  governo israelense mobilizou a rede virtual de seu aparato de hasbará, que opera em inglês, russo, espanhol, árabe e hebraico. Coordenados pelo Ministério das Relações Exteriores – a partir de uma "sala de situação"—, centenas de ativistas e blogueiros, além de mais de cem mil usuários de redes sociais da Internet, entraram em ação para para apoiar e difundir as explicações dadas pelas autoridades israelenses.
A opinião pública de Israel ficou dividida, e grande parte não estava convencido da legitimidade do ataque. O escritor israelense David Grossman afirmou que não há desculpas que expliquem as ações estúpidas do Governo e do Exército, em matéria publicada no jornal britânico Guardian, afirmando, porém, que Israel não enviou os seus soldados para matar civis a sangue frio, isso era a última coisa que queria. Mas uma pequena organização turca, fanática (...) conseguiu levar Israel a cair numa armadilha, porque sabia como Israel iria reagir".
A partir do dia 31 de maio de 2010, Israel enfrentou uma avalanche de protestos diplomáticos em razão do uso de força desproporcional no ataque à flotilha, realizado em águas internacionais. Em vários países, os  embaixadores de Israel foram convocados pelos governos locais para esclarecimentos. A Liga Árabe convocou uma reunião de emergência para discutir o que chamou de "ato terrorista" de Israel contra a frota. A Turquia, país de procedência da maioria dos ativistas, qualificou o ataque de "inaceitável". O presidente da Autoridade Nacional Palestina, Mahmoud Abbas, descreveu a ação como "um massacre" e decretou três dias de luto na Cisjordânia. A União Europeia e o governo dos Estados Unidos pediram uma investigação. O Secretário-geral das Nações Unidas, Ban Ki-moon, condenou a violência, e pediu uma "investigação completa para determinar exatamente como este banho de sangue ocorreu", instando Israel e "fornecer uma explicação completa". O Conselho de Segurança da Organização das Nações Unidas convocou uma sessão de emergência para discutir o ataque.

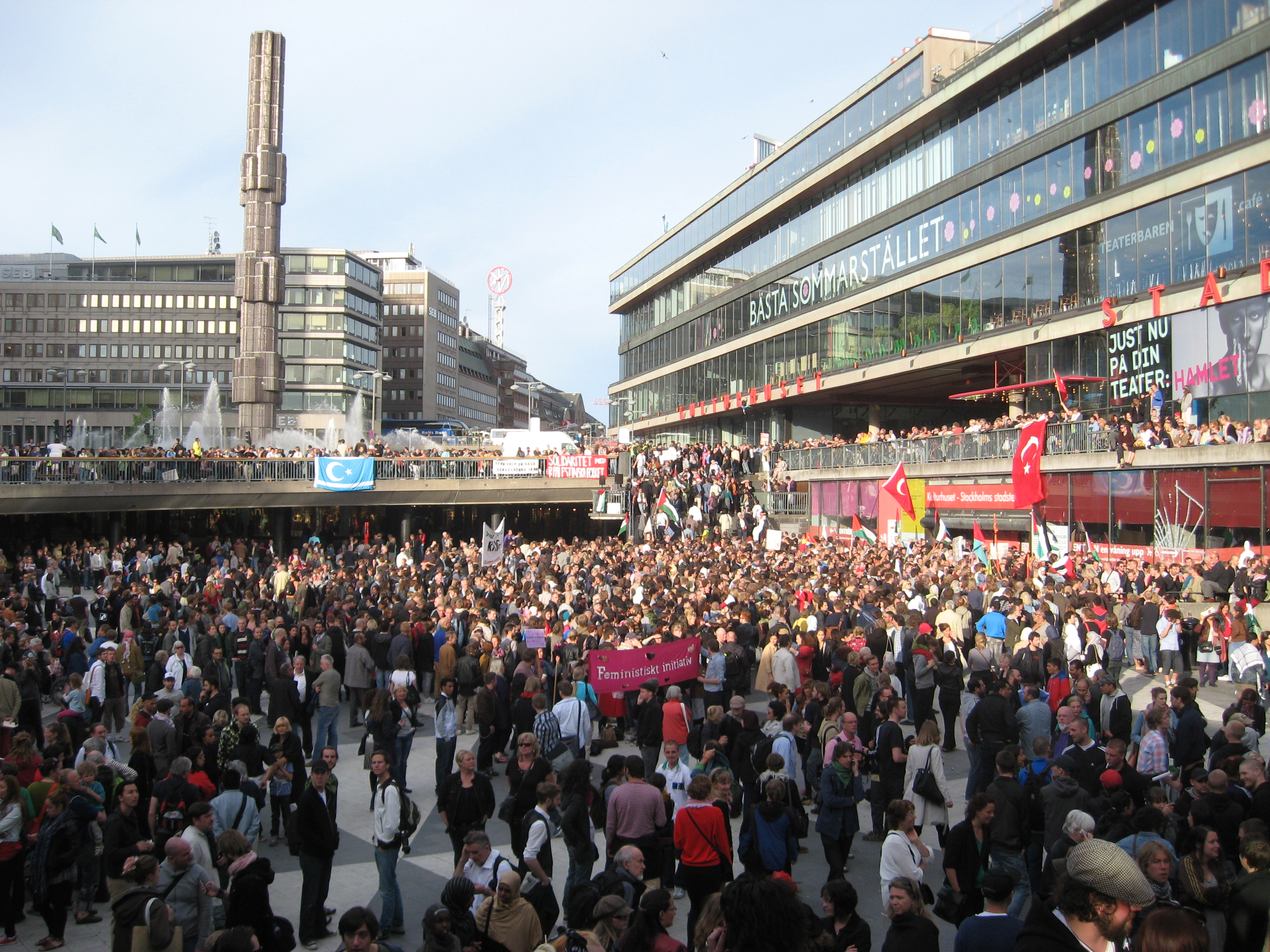
Manifestação em Estocolmo, Suécia.

O Brasil, por meio de seu Ministério das Relações Exteriores (MRE), condenou veementemente a ação israelense, dizendo não haver justificativa para uma intervenção militar em comboio pacífico, de caráter estritamente humanitário. O MRE pediu o fim do bloqueio à Faixa de Gaza e expressou preocupação com a situação de Iara Lee, cineasta brasileira que estava presente no comboio. Também convocou o Embaixador de Israel no Brasil para que seja manifestada a indignação do governo brasileiro com o incidente.
Riyad Mansour, observador palestino na ONU, disse que o ataque contra civis desarmados, em navios estrangeiros em águas internacionais, foi um “crime de guerra”.
O embaixador do Irã no Brasil, Mohsen Shaterzadeh,expressou-se nos mesmos termos. o ataque israelense à frota internacional que levava ajuda humanitária à Faixa de Gaza.
O Secretário-geral das Nações Unidas, Ban Ki-moon, exortou Israel a suspender o bloqueio à Faixa de Gaza, e a secretária de Estado americana, Hillary Clinton, declarou que a situação em Gaza é "insustentável e inaceitável".
A Turquia prometeu cortar relações diplomáticas com Israel caso não exista um pedido de desculpas ou procedimento de investigação internacional e independente do ataque. Israel afirma não ter motivos para pedir desculpas, pois explica que os soldados foram espancados pelos ativistas durante a interceptação e por esta razão alguns foram mortos. Em resposta a um relatório das Nações Unidas, onde critica o ataque, a Turquia expulsou o embaixador de Israel do país e suspendeu todos os acordos militares existentes entre os países.

### Opiniões na imprensa mundial
Num editorial o jornal americano Wall Street Journal afirmou que as ações israelenses ao abordar a frota de navios que rumava à Faixa de Gaza foram "inteiramente justificadas" e "talvez mesmo inevitáveis", acrescentando que "infelizmente eles a transformaram num fiasco tático e estratégico que danificará ainda mais a reputação internacional do Estado de Israel, já em frangalhos." Um outro artigo do mesmo jornal enfatizou a necessidade do país em impedir que armas avançadas cheguem ao Hamas: "Aqueles que denunciam Israel atualmente devem pelo menos propor como [os israelenses] devem evitar que as armas cheguem ao Hamas - ou pelo menos considerar o papel que suas denúncias terão ao encorajar outra guerra."
O jornal britânico Financial Times chamou o ataque de um "ousado ato de pirataria", que seria um duro golpe à legitimidade da luta de Israel. O jornal prosseguiu dizendo que "Israel alega que os ativistas tinham ligações com grupos extremistas, e que alguns atacaram os soldados israelenses com facas e porretes (e em alguns relatos mesmo uma ou outra arma de fogo leve). Ainda que isto seja verdade, não justifica a captura ilegal de navios civis transportando ajuda humanitária em águas internacionais, muito menos o uso de força letal."
Segundo Oraib Rintawi, presidente do Centro Al Quds para Estudos Políticos - um think tank sediado em Amman - a ação contra a flotilha resultou em uma derrota política e diplomática para Israel e deve fortalecer os grupos mais radiciais da região, enquanto os líderes moderados ficam em uma posição extremamente difícil. Da mesma forma, segundo o professor Sinan Ogan, do Centro Turco para Relações Internacionais e Análises Estratégicas, o governo israelense cometeu "um suicídio diplomático" ao aprovar uma operação contra ativistas internacionais: "Israel fez ruir quaisquer tentativas de reiniciar o processo de paz, e fez parecer idiotas aqueles que defendiam a diplomacia em vez do conflito". Ismail Haniya, primeiro-ministro do Hamas, declarou que a postura de Israel foi a de "piratas e terroristas do mar" e que isso aumenta a legitimidade do grupo palestino, que defende a luta armada.
Já no jornal al-Watan, do Cuaite, o jornalista 'Abdallah Al-Hadlaq defendeu a ação israelense e afirmou que ela estava "em proporção direta com a violência" dos ativistas. Ele ainda afirma em seu artigo que "as armas [dos ativistas] tinham sido claramente preparadas com antecedência... e os soldados não tinham escolha a não ser responder". Ele ainda vai além, dizendo que "os organizadores [da flotilha] são defensores de movimentos e organizações tais como [Global] Jihad, Hamas, Hezbollah e al-Qaeda". Fato confirmado pelo jornal libanês Ya Libnan, que noticiou em 15 de janeiro de 2014 que o governo turco prendeu 23 membros do grupo de caridade acusando-os de ligações com a al-Qaeda

### Reações em Israel
Em Israel, o primeiro-ministro de Israel, Benjamin Netanyahu, foi alvo de uma onda de críticas por parte da imprensa do país, que chegou a pedir a renúncia do ministro da Defesa, Ehud Barak, em razão do ataque à "Flotilha da Liberdade".
O jornal Haaretz questionou abertamente os motivos e o planejamento da missão, e afirmou que Israel "pagará um alto preço diplomático" pelo ocorrido. Já o Jerusalem Post questiona a motivação da própria frota humanitária, descrevendo-a como uma "iniciativa perniciosamente bem-concebida, para a qual Israel se preparou de maneira inadequada".
Em 5 de junho, as nove horas da noite horário local de Israel, milhares de manifestantes da esquerda israelense protestavam em Telavive contra o governo e a favor do processo de paz. Na manhã do mesmo dia, a marinha israelense abordou pacificamente o navio Rachel Corrie que tentava furar o bloqueio marítimo imposto por Israel para evitar o contrabando de armas para o grupo radical Hamas. Houve também demonstrações de direita.
Em 3 de junho de 2010, foi carregada ao site Youtube uma versão paródica da famosa canção We Are the World (1985), referente à flotilha. O videoclipe, carregado ao site 4 dias antes, atingiu mais de 1,2 milhões de ouvintes ao redor do globo. O videoclipe foi carregado por um grupo comico israelense que montou um coro que o chamou de Flotilla Choir. O nome da canção é we con the world ("enganamos o mundo").